# Селлява
Селява (пол. Sielawa) — дворянский род, собственного герба того же имени, белорусского происхождения.
Антоний Селява,в миру Анастасий, был архиепископом (униатским) полоцким (1625—1647), митрополитом киевским (1637—1655)..
Род Селявы внесён в VI и I части  Виленской,Минской и VI часть дворянской родословной книги Могилевской губерний. Известна с 1622г. российская ветвь рода с собственным гербом, дарованном императором Павлом I, под фамилией Селе(я)вины. Внесены в части VI,I родословных книг Российской империи, Костромской, Воронежской, Московской губерний. Академик С.Б. Веселовский отмечает тождественность фамилий в своей работе "Ономастикон". По геному N1r (VL29) род впервые отмечен с VIII века в Черниговском княжестве. По письменным источникам российская ветвь ведёт свою историю от участника смоленского восстания 1440г. вечника Селявы.

## Описание герба
Герб ВКЛ (использовался родом Скорина).
В красном поле на середине лежащего буйволова рога копьё остриём вверх.
Щит увенчан дворянскими шлемом и короною со страусовыми перьями.